# Ducado de Brunswick
Brunswick (alemão: Braunschweig) foi um Estado histórico de Alemanha. Originalmente compreendia o território de Brunswick-Wolfenbüttel no Sacro Império Romano Germánico, foi estabelecido como Ducado independente pelo Congresso de Viena em 1815. Sua capital era a cidade de Brunswick.

## Ducado de Brunswick-Wolfenbüttel
O título Duque de Brunsvique-Luneburgo (em alemão:  Herzog zu Braunschweig und Lüneburg) que ostentaram, desde 1235, vários membros da Casa de Welf que governaram diversos pequenos territórios no noroeste de Alemanha. Estas posses não tinham todas as características de um Estado, não sendo nem compactos nem indivisíveis. Quando vários filhos do duque competiram pelo poder, os territórios foram divididos, com frequência, entre eles. Quando um ramo da família perdia poder ou se extinguia, as posses eram reassociadas entre os membros da família sobreviventes. Diferentes duques também poderiam trocar de territórios. O elemento unificador destes territórios era o fato de serem governados por um descendente, em linha masculina, do Duque Otão I.
Após várias divisões iniciais, o Ducado de Brunsvique-Luneburgo foi unificado sob o duque Magnus II (m. 1373). Após sua morte, seus três filhos governaram conjuntamente o ducado. Após o assassinato de seu irmão, Frederico de Brunswick-Luneburgo, os irmãos Bernardo e Henrique redividiram o território, recebendo Henrique o território de Wolfenbüttel.

### Casa de Brunswick
- Alberto, o Alto (1269-1279). Recebeu a metade mais meridional do Ducado de Brunsvique-Luneburgo como Príncipe de Wolfenbüttel, enquanto seu irmão João se converteu em Príncipe de Luneburg. O filho de Alberto governou, a princípio, todos os seus domínios, mas em 1291 dividiu o território de Wolfenbüttel:
  - Henrique, o Admirável, foi Príncipe de Grubenhagen (1291-1322)
  - Alberto II, o Gordo, foi Príncipe de Göttingen (1286-1318)
  - Guilherme recebeu Wolfenbüttel, mas morreu em 1292. Wolfenbüttel passou a seu irmão Alberto II.
- Otão, o Gentil (1318-1344), filho de Alberto II, foi Príncipe de Wolfenbüttel e Príncipe de Göttingen. Após sua morte, seu filho
  - Ernesto converteu-se em Príncipe de Göttingen (1344-1367).
  - Magno I, o Piedoso foi Príncipe de Wolfenbüttel (1344-1369). O filho de Magno I
- Magno II, com o colar, Príncipe de Wolfenbüttel (1369-1373), reclamou o Principado de Luneburg contra Alberto de Saxônia-Wittenberg. A guerra de sucessão de Luneburg continuou até 1388.
- Frederico (1373-1400), filho de Magno II, conquistou Luneburg em 1388. Sucedido por seus irmãos:
  - Henrique, o Benigno (1400–1408)
  - Bernardo I (1409-1428), devolveu o controle de Wolfenbüttel a seu sobrinho, o filho de Henrique.
- Guilherme, o Vitorioso (1428-1432), sobrinho. Foi privado por seu irmão:
- Henrique, o Pacífico (1432-1473), transladou sua residência a Volfembutel.
- Guilherme, o Vitorioso (1473-1482), novamente. Guilherme recuperou o controle de Wolfenbüttel após a morte de seu irmão, e deixou o Principado a seus dois filhos:
  - Frederico (1482-1484), encarcerado e privado de seu poder por seu irmão menor:
  - Guilherme IV de Brunswick-Lüneburg (1484-1491), tomou o controle de Wolfenbüttel e então cedeu Wolfenbüttel a seus filhos. Morreu em 1495.
- Co-governantes, filhos de Guilherme IV:
  - Érico I de Brunswick-Lüneburg (1491-1494), dividiu o território em 1494, tomando Calenberg.
  - Henrique IV de Brunswick-Lüneburg (1491-1514), único governante de Wolfenbüttel desde 1494.
  - Henrique V (1514-1568), filho de Henrique IV. Converteu-se ao luteranismo.
- Júlio (1568-1589), filho de Henrique V. Adquiriu Calenberg em 1584 depois da morte de seu primo Érico II.
- Henrique Júlio (1589-1613), filho.
- Frederico Ulrico (1613-1634), filho. Último descendente varão de Alberto, o Alto.

### Casa de Dannenberg
Depois da morte de Federico Ulrico, o complexo de territórios passou a uma linha distante de primos dirigentes em Luneburg. Wolfenbüttel foi finalmente entregada a Augusto, filho de Henrique de Dannenberg.
- Augusto II, o Jovem (1635-1666)
- Os filhos de Augusto sucederam-no, em ocasiões governando em conjunto:
  - Rodolfo Augusto (1666-1704)
  - Antônio Ulrico (1685-1702), (1704-1714). Disputou com Hanôver. Foi deposto em 1702-1704 por aliar-se com França na Guerra de Sucessão Espanhola. Converteu-se ao catolicismo em 1709.
- Os filhos de Antonio Ulrico sucederam-no em sequências:
  - Augusto Guilherme (1714-1731)
  - Luís Rodolfo (1731-1735)

### Casa de Brunswick-Bevern
- Fernando Alberto II (março-setembro de 1735), neto de Augusto o Jovem.
- Carlos I (1735-1780), filho de Fernando Alberto. Transladou a corte ducal de Volfembutel a Brunsvique em 1753.
- Carlos Guilherme Fernando (1780-1806), filho de Carlos I, mecenas do matemático e físico Carl Friedrich Gauss. Morreu na Batalha de Jena-Auerstedt.
- Frederico Guilherme, O Duque Negro, (1806-1807), (1813-1815), filho de Carlos Guilherme Fernando. De 1806 a 1813, Brunsvique-Volfembutel foi ocupado pela França durante as Guerras Napoleônicas. Morreu na Batalha de Quatre Bras.

O filho de Frederico Guilherme, Carlos (menor de idade no momento da morte de seu pai), tornou-se no primeiro Duque de Brunsvique independente.

## Duque de Brunswick

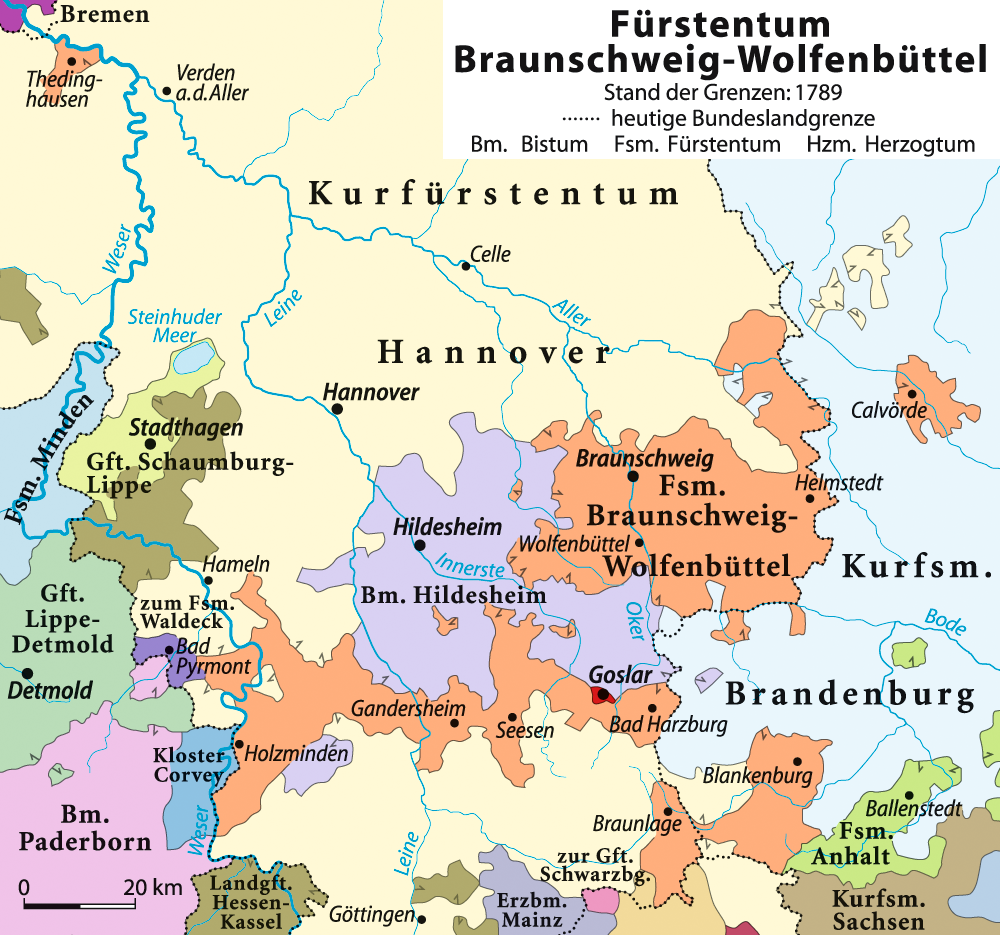
O Ducado de Brunswick (em laranja) em 1789

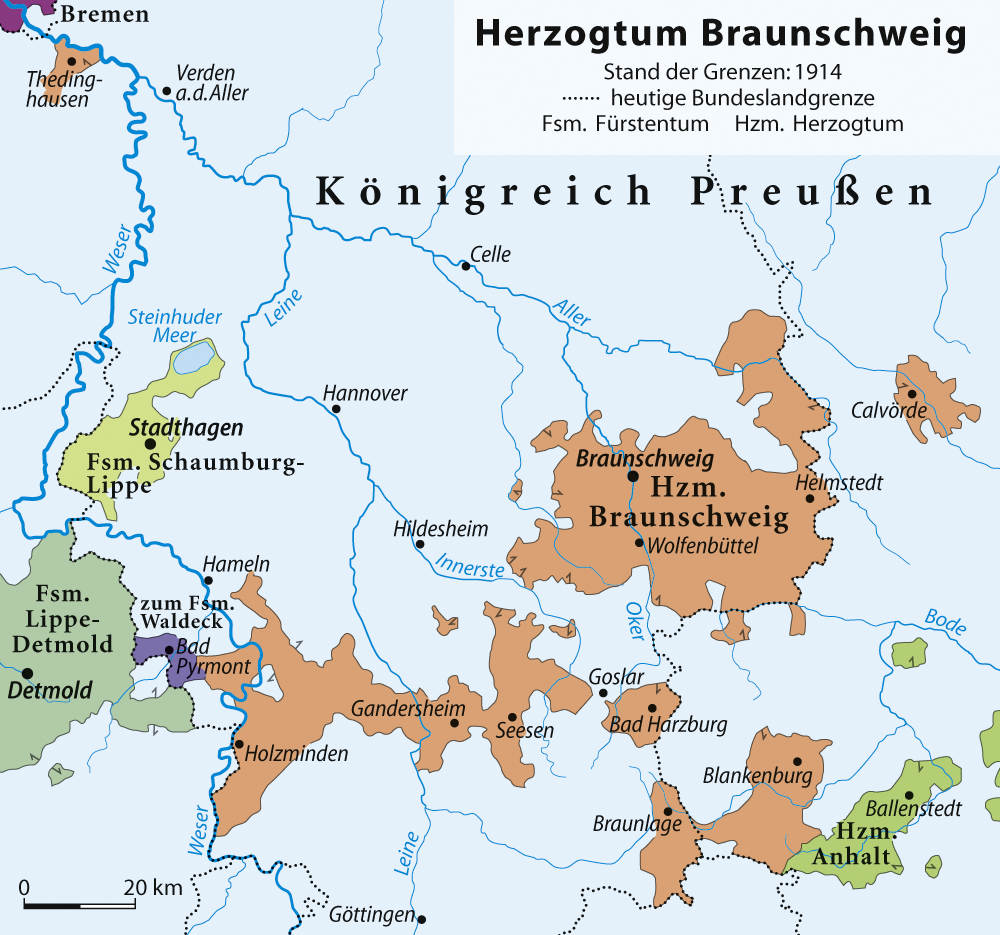
O Ducado de Brunswick (em laranja) em 1914

### História

#### Confirmação da soberania formal
O território de Wolfenbüttel foi reconhecido como Estado soberano pelo Congresso de Viena em 1815. Tinha sido uma porção do Ducado de Brunsvique-Luneburgo. Desde 1705 em adiante, todas as outras partes de Brunsvique-Luneburgo excepto Volfembutel tinham sido mantidas pelo Príncipe de Calenberg e Celle, isto é, o Eleitor de Hanóver, mas a linha de Volfembutel reteve a independência de Hanóver.
O Principado de Volfembutel fez parte, durante o período de 1807 a 1813, do Reino de Vestfália. O Congresso de Viena de 1815 converteu-o num país independente sob o nome de Ducado de Brunsvique.

#### Carlos II (1815-1830)
O duque Carlos, menor de idade, o maior dos filhos do duque Federico Guillerme (que tinha morrido em ação bélica), foi posto baixo a tutela de Jorge IV, o Príncipe regente do Reino Unido e do Reino de Hanóver.
A princípio, o jovem duque teve disputas sobre a data de sua maioridade. Então, Carlos declarou em 1827 inválidas algumas das leis promulgadas durante sua menoridade, o que causou conflitos, Após a intervenção da Confederação Germánica, Carlos foi obrigado a aceitar essas leis. Sua administração foi considerada corrupta e mau orientada.
Como resultado da Revolução de Julho de 1830, Carlos teve que abdicar finalmente. O Palácio de Brunswick foi completamente destruído.

#### Guilherme VIII (1830-1884)
Quando o irmão de Carlos, Guilherme VIII, chegou a Brunsvique 10 de setembro, foi recebido com alegria pelo povo. Guilherme considerou-se originalmente como regente de seu irmão, mas após um ano se declarou Duque dirigente. Carlos fez várias tentativas desesperadas, sem sucesso, de depor a seu irmão.
Guilherme deixou a maioria da gestão do governo a seus ministros, e passou a maior parte do tempo fora das fronteiras do Estado, em suas posses em Oleśnica.
Quando Guilherme se uniu à Confederação Alemã do Norte liderada pelo Reino da Prússia em 1866, sua relação com este país era tensa, já que ela recusava reconhecer como seu herdeiro a Ernesto Augusto II de Hanôver, III Duque de Cumberland, seu parente por linha masculina mais próximo.
Quando o Reino de Hanóver foi anexado pelo Reino da Prússia em 1866, o Ducado de Brunvique permaneceu soberano e independente. Aderiu ao princípio à Confederação Alemã do Norte e, em 1871, ao Império Alemão.
Na década de 1870, fez-se óbvio que se extinguiria a que era, então, o maior dos ramos da Casa de Welf. Por uma lei local, a Casa de Hanôver tomaria o trono ducal, mas existia uma forte pressão prussiana contrária a que Jorge V de Hanóver ou seu filho, o Duque de Cumberland, conseguisse se converter em Estado membro do Império Alemão, pelo menos sem severas condições, incluindo jurar lealdade à constituição do império.
Pela lei de 1879, o Ducado de Brunsvique estabeleceu um conselho temporário de regência depois da morte do duque. Após a morte, em 1884, do duque Guillerme VIII, a linha de Volfembutel chegou ao seu fim.
O ducado teria passado às mãos da linha de Hanóver, mas os hanoverianos ainda se recusaram aceitar a anexação de seu reino pela Prússia. Como resultado, o conselho imperial determinou que a paz no Império Alemão estava em perigo se fosse permitido aos hanoverianos ascender ao domínio de Brunsvique. O Duque de Cumberland proclamou-se Duque de Brunsvique depois da morte do duque Guilherme. Ainda que produziram-se longas negociações, não se chegou a nenhum acordo.

#### Regência (1884-1913)
Foram eleitos dois regentes: Primeiro, o príncipe Alberto da Prússia até sua morte em 1906, e então o duque João Alberto de Mecklemburgo-Schwerin.

#### Ernesto Augusto III (1913-1918)
Esta situação durou até a ascensão de Ernesto Augusto III, o filho do Duque de Cumberland, em 1913. O ducado foi governado por regentes até 1913, quando a linha de Hanóver se reconciliou com a Casa de Hohenzollern e renunciaram a seus direitos ao Reino de Hanóver. O filho maior do Duque de Cumberland morreu em 1912, os sucessores renunciaram a Brunswick em favor do filho menor, que se casou com a filha de Guilherme II da Alemanha, a quem jurou lealdade assim como ao Império Alemão e lhe foi permitido ascender ao trono do ducado em novembro de 1913.
No meio da Revolução alemã de 1918, o Duque teve que abdicar e foi fundado o Estado Livre de Brunswick como parte da República de Weimar.

### Duques e regentes de Brunsvique

#### Casa de Brunswick-Dannenberg
1. 1815–1830: Carlos II, filho de Federico Guilherme. Obrigado a abandonar Brunswick. Foi sucedido por seu irmão.
2. 1830–1884: Guilherme VIII. Irmão de Carlos II. O último da linha de Brunswick, depois do qual a sucessão legal passou à família real de Hanôver, que tinha sido despossuída pela Prússia depois da Guerra Austro-Prussiana de 1866.

#### Regência
1. 1885–1906: Alberto, Príncipe de Prússia, regente. O governo alemão impediu a sucessão ao trono de Brunsvique pelo hanoveriano Duque de Cumberland, que foi substituído pelo regente prussiano.
2. 1907–1913: Duque João Alberto de Mecklemburgo-Schwerin, regente.

#### Casa de Hanóver
1. 1913–1918: Ernesto Augusto III

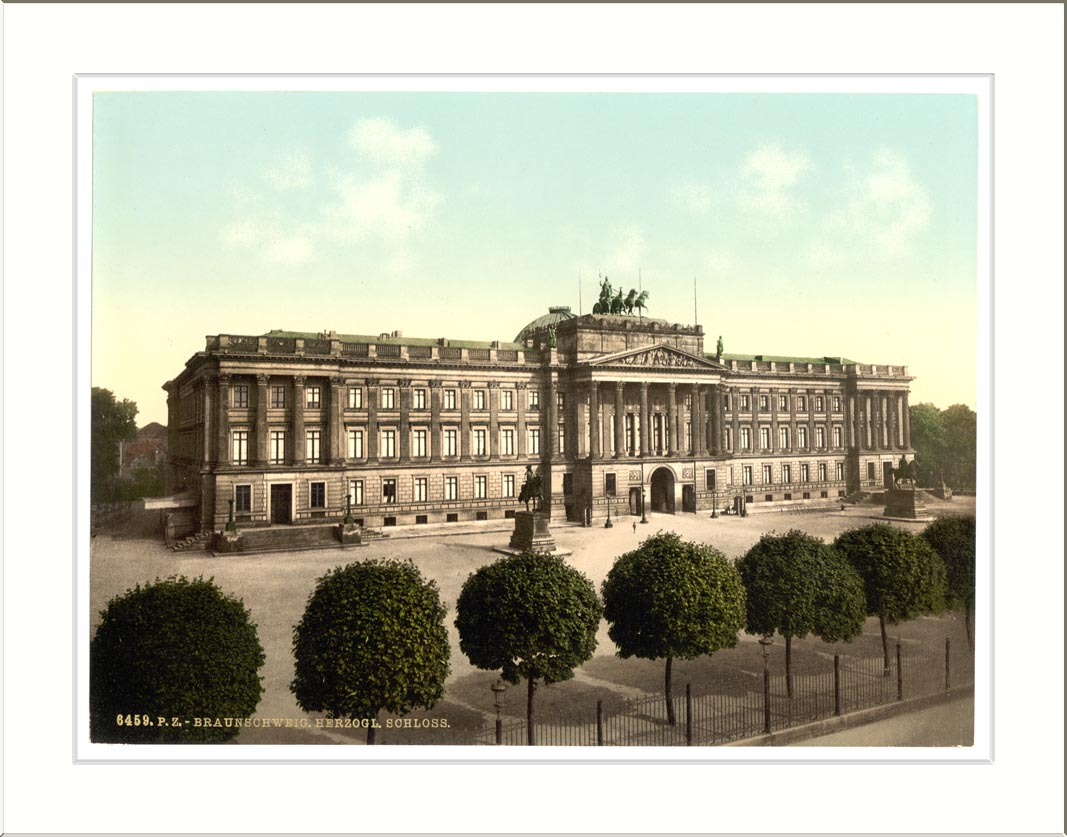
Palácio de Brunswick
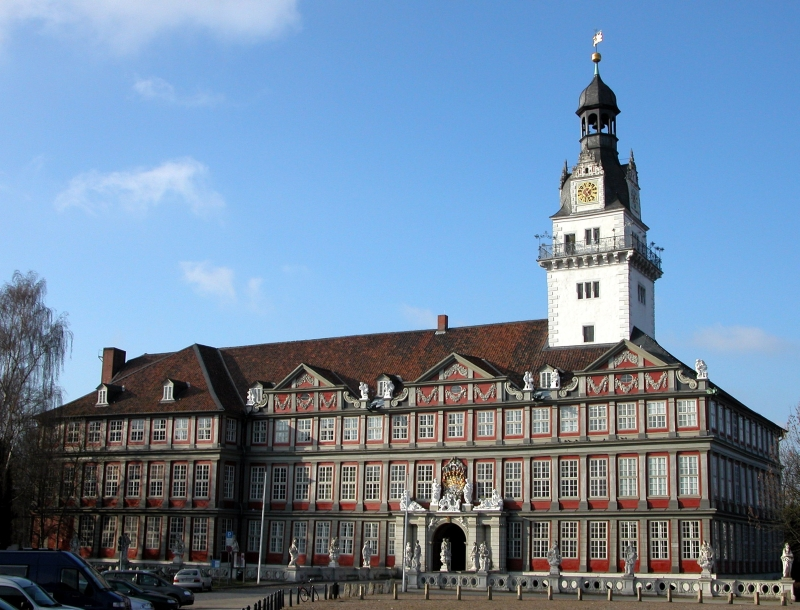
Castelo de Volfembutel
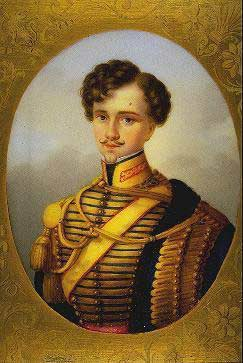
Carlos II
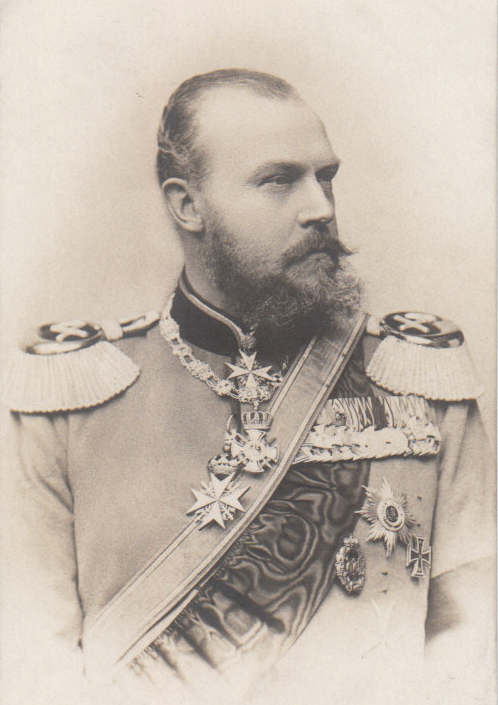
Príncipe Alberto de Prússia
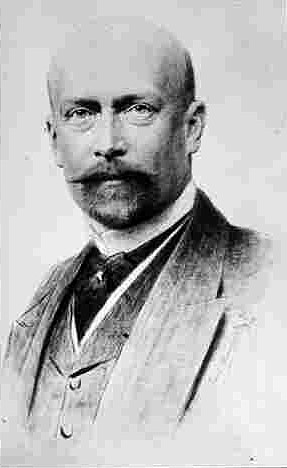
João Alberto de Mecklenburgo
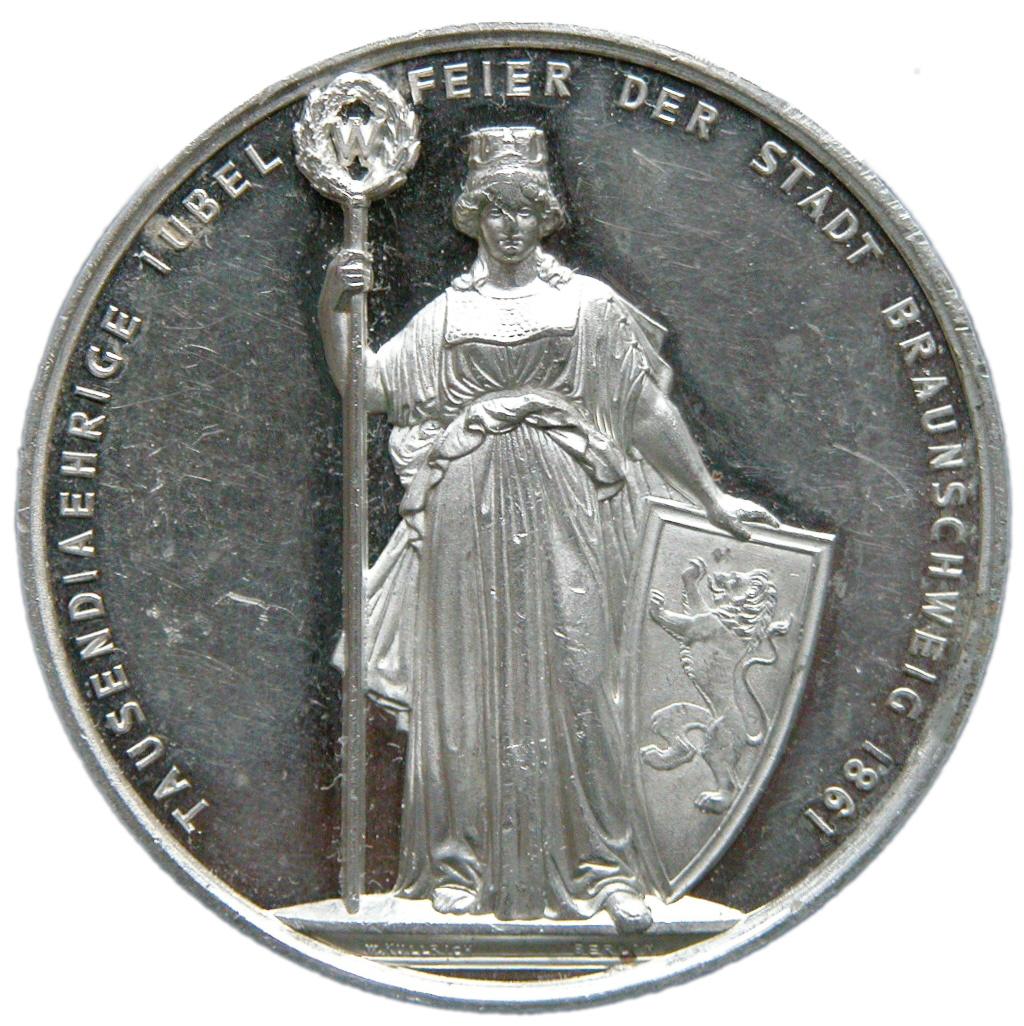
Brunonia, personificação nacional de Brunsvique.

## Distritos
O Ducado de Brunwick foi dividido em distritos (Kreise) em 1833. Os seguintes distritos existiram entre 1833 e 1946:
- Distrito de Blankenburg (antigo Condado de Blankenburg): Blankenburg, Hasselfelde e Walkenried
- Cidade de Brunsvique
- Distrito de Brunswick: Brunswick, Riddagshausen e Vechelde
- Distrito de Gandersheim: Bad Gandersheim, Seesen, Lutter am Barenberge e Greene
- Distrito de Goslar (desde 1885)
- Distrito de Helmstedt: Helmstedt, Schöningen, Königslutter, Vorsfelde e Calvörde
- Distrito de Holzminden (até 1942): Holzminden, Stadtoldendorf, Ottenstein e Thedinghausen
- Cidade de Watenstedt-Salzgitter (desde 1942)
- Distrito de Wolfenbüttel: Wolfenbüttel, Salder, Schöppenstedt e Harzburg.